# Corey Hart
Corey Mitchell Hart (Montréal, 1962. május 31. –) kanadai énekes, dalszerző és zenész, legismertebb dalai az 1984-es Sunglasses at Night, a Never Surrender, valamint a főleg hazájában sikeres It Ain't Enough.
16 milliónál is több albumot adott el világszerte, és 9 Billboard TOP 40-es dallal rendelkezik. Hazájában 30 dala került top 40-be és 11 dala top 10-be. 1984-ben a legjobb új előadónak járó Grammy-díjra is jelölték.

## Forrás
- Hivatalos oldal